# Wilfried F. Schoeller
Wilfried F. Schoeller (3. července 1941, Illertissen, Německo - 6. ledna 2020, Berlín) byl německý spisovatel, literární kritik a profesor.

## Život
V Mnichově studoval germanistiku, historii, historii umění a filosofii. V letech 1965- 1970 byl redaktorem. V roce 1968 dostal doktorát o Heinrichovi Mannovi. Od roku 1972 byl literární redaktor Hessischer Rundfunk a vedoucí oddělení současné hudby a kultury. V roce 1973 dostal ocenění Adolf Grimme Award. Od roku 2000 je profesorem na Univerzitě v Brémách. V letech 2002 – 2009 byl generálním sekretářem v PEN Deutschland. Jako spisovatel píše knihy o Theodorovi W. Adornovi, Alfredu Döblinovi a Michailu Bulgakovovi.
Zemřel 6. ledna 2020 na nemoc ve věku 78 let.